# Bitva o Bachmut
Bitva o Bachmut bylo vojenské střetnutí mezi Ozbrojenými silami Ukrajiny a Ozbrojenými silami Ruské federace během ruské invaze na Ukrajinu v roce 2022. Ruský útok začal už na počátku srpna 2022, ovšem i přes zintenzivnění bojů se Rusové většího posunu za rozsáhlé pomoci žoldnéřů ze soukromé Wagnerovy skupiny dočkali až v průběhu ledna 2023. V následných krvavých pouličních bojích v Bachmutu dokázali vytlačit Ukrajince na západní okraj a 20. května ohlásili dobytí celého města, nepotvrzené ukrajinskými představiteli.
Ukrajinská armáda v průběhu května 2023 v okolí města zahájila protiútoky, kdy zejména na jižním úseku postoupila o několik kilometrů a upevnila své pozice podél náspu železniční trati, na rozsáhlý útok s cílem Bachmut osvobodit ovšem navzdory prohlášením neměla dostatek sil. Na podzim 2023 opět inciativu v oblasti převzali Rusové, kteří se v rámci své ofenzívy na široké frontě pokoušeli postupovat dále na západ na Časiv Jar, ovšem do léta 2024 dosáhli pouze omezených úspěchů.
Proti ústupu Ukrajinců z města měl opakovaně vystupovat zejména sám prezident Volodymyr Zelenskyj, který v průběhu bitvy dvakrát zamířil do blízkosti frontových linií v okolí Bachmutu, čímž zároveň symbolicky zvýraznil důležitost bojiště pro Ukrajince. Důvodem pro pokračující boje přímo v Bachmutu a jeho okolí mohly být i výrazné ruské ztráty, které dle zdrojů z NATO dosahovaly 5:1 vůči obráncům, dle Ukrajinců dokonce 7:1. Ukrajinští obránci navíc dokázali pouličními boji vázat a vyčerpávat značné množství sil včetně elitních jednotek z řad wagnerovců a řádné ruské armády, zatímco v zázemí mohla probíhat příprava očekávaného ukrajinského protiútoku. Přesto dle některých kritiků bylo dlouhé držení Bachmutu nevýhodné i pro Ukrajinu, protože tíhu městských bojů nesly zkušené ukrajinské jednotky, které naopak v létě 2023 chyběly při neúspěšné protiofenzívě na jihu Ukrajiny, vedené čerstvě vycvičenými brigádami. Pro dřívější stažení obránců se vyslovoval i tehdejší náčelník generálního štábu Valerij Zalužnyj.
Bitva o Bachmut se stala jedním ze symbolů celého konfliktu. Přestože město samo o sobě nemá pro vývoj konfliktu příliš velkou strategickou hodnotu, pro Rusy se po předchozích neúspěších na jiných úsecích fronty jeho dobytí stalo jedním z hlavních cílů zejména kvůli snaze obsadit celý Donbas a také z propagandistických důvodů. Vzhledem k vysokým ztrátám, naprostému zničení města, neúspěšné snaze o obklíčení obránců a chybějícímu průlomu do ukrajinské obrany, který by umožnil další postup na západ, se však pro Rusy dobytí města zdálo pouze jako Pyrrhovo vítězství. V průběhu roku 2024, kdy se na ukrajinské straně projevil nedostatek živé síly a zejména zkušených vojáků, však bylo ukrajinské odhodlání dlouhodobě bránit Bachmut mimo jiné respektovaným think tankem RUSI označeno za politické rozhodnutí a vojenskou chybu.

## Pozadí
Město Bachmut, mezi roky 1924–2016 pojmenované po bolševickém revolucionáři Artemivsk, mělo před válkou zhruba 70 tisíc obyvatel. Leží v Ukrajinou kontrolované části Doněcké oblasti, zhruba 40 km jihovýchodně od Slovjansku na významné silnici M-03 spojující Kyjev s jihozápadním Ruskem.
Město se stalo terčem bojů už v roce 2014, kdy proti proruským povstalcům zasáhly ukrajinské speciální síly a následně nad ním přes opakované útoky udržely kontrolu.

## Historie

### Předehra (do 31. července 2022)

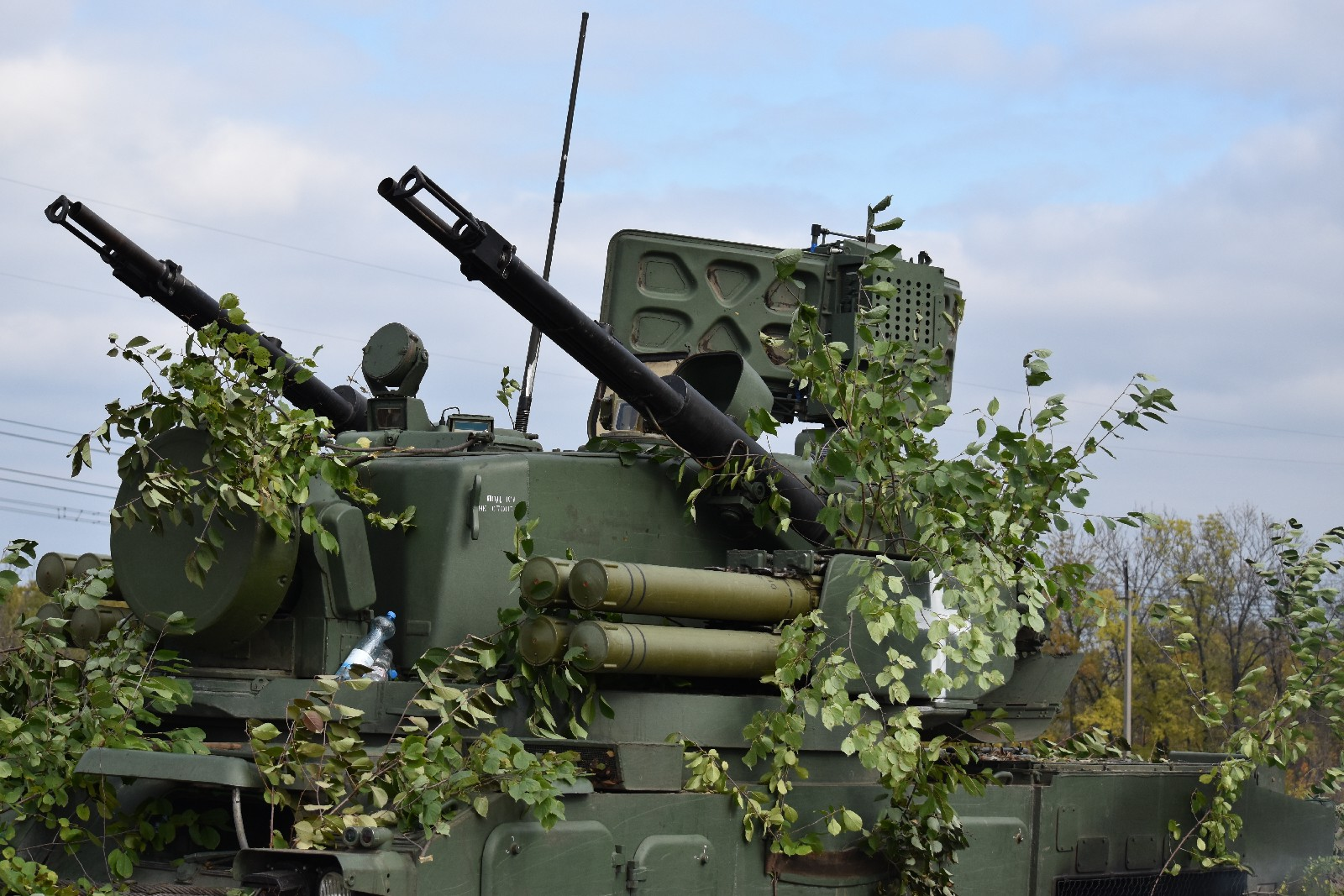
Ukrajinský samohybný protiletadlový prostředek 9K22 Tunguska

Zatímco i v prvních měsících po ruské invazi dokázaly ukrajinské síly na Donbase držet prakticky shodnou frontovou linii, jaká se ustálila v letech 2014-15 během války na východě Ukrajiny, pád Popasné, ležící necelých 30 km východně od Bachmutu, v květnu 2022 umožnil postup ruských vojsk do souměstí Severodoněck a Lysčansk, ale zároveň otevřel cestu na Bachmut a dále na Kramatorsk a Slovjansk.
Rusové v okolí Bachmutu zesílili činnost dělostřelectva a letectva, což mělo dle mluvčího ruského ministerstva obrany Igora Konašenkova vést ke zničení ukrajinského systému protivzdušné obrany S-300 poblíž města a zásahu tří velitelských stanovišť ukrajinských ozbrojených sil, včetně velitelství 109. brigády územní obrany. Rusové město ostřelovali rovněž balistickými raketami krátkého dosahu vypálenými z komplexu Točka-U. Na konci května Rusové postoupili k obci Pokrovske, zhruba 10 km od východního okraje Bachmutu.
Ukrajinský generální štáb následně 10. června připustil ruský postup jihovýchodně od Bachmutu. Do konce července se útočícím jednotkám podařilo obsadit dalších několik menších obcí na jihu od města a postoupit k Soledaru na severovýchodě.

### Hlavní vývoj (od 1. srpna 2022)

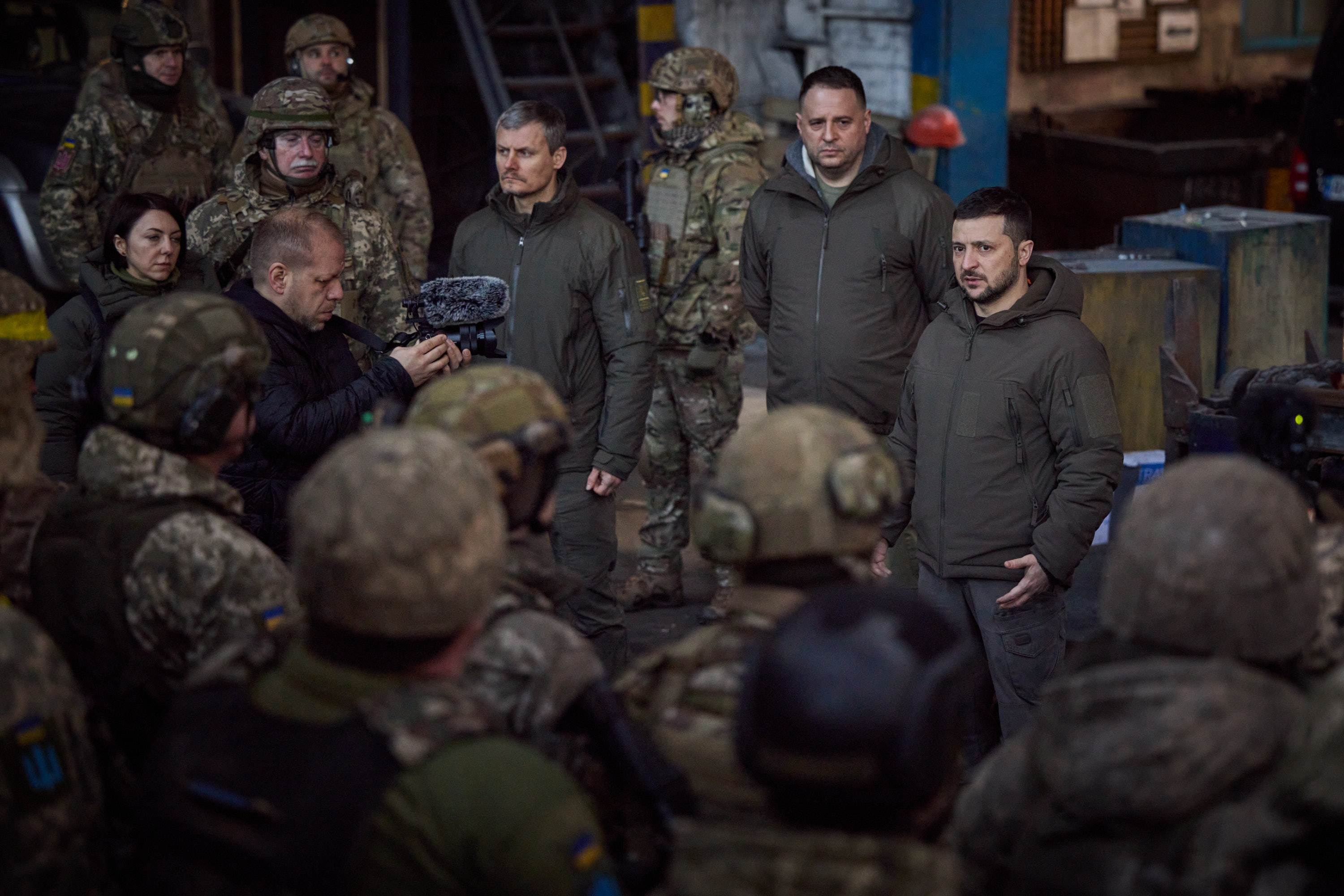
Návštěva prezidenta Zelenského v Bachmutu 20. prosince 2022

Na počátku srpna ruská armáda od východu pomalu postupovala k okraji Bachmutu, ovšem přes opakované pokusy nedokázala proniknout do zastavěných oblastí. Rusové dalších omezených úspěchů dosáhli v říjnu, kdy dobyli několik vesnic jižně od Bachmutu.
Ke zlomu však došlo až v průběhu ledna 2023, kdy Rusové obsadili Soledar na sever od Bachmutu a zároveň dokázali postoupit i jižně od města, čímž vystavili obránce riziku obklíčení. Situace pro Ukrajince se ještě zhoršila po obsazení Krasne Hory a dalším ruském postupu na západ, který vyvolal debatu o ukrajinském ústupu z Bachmutu. Navzdory faktu, že na počátku března Wagnerovci hlásili obklíčení města, Rusové nedokázali ústupové cesty obráncům odříznout. O město tak museli svádět těžké pouliční boje s opakovanými útoky pěchoty a masivním nasazením dělostřelectva.
Ve druhé polovině března sice podle pozorovatelů ruské útoky kulminovaly a začaly slábnout, ovšem navzdory tomu se Rusům i nadále dařilo pomalu vytlačovat Ukrajince na západní okraj města. 2. dubna majitel Wagnerovy skupiny Jevgenij Prigožin hlásil de facto dobytí Bachmutu po obsazení městské radnice, nad níž byla vztyčena ruská vlajka.
Na počátku května pak šéf wagnerovců pohrozil ruskému ministerstvu obrany, že v případě pokračování údajného nedostatečného zásobování municí pro jednotky wagnerovců stáhne své muže z Bachmutu. Spory mezi Prigožinem a představiteli armády ještě posílil nečekaný protiútok Ukrajinců na jižním křídle z 9. května, během nějž ukrajinské síly osvobodily několik kilometrů čtverečních území, bráněného jednotkami pravidelné ruské armády. Prigožin varoval před kolapsem obrany na ruské straně, neboť podle něj Ukrajinci jen v okolí Bachmutu shromáždili k protiútoku zhruba 80 tisíc mužů. Zatímco ukrajinská armáda v následujcících dnech dosáhla dílčích úspěchů i severně od Bachmutu, situace přímo ve městě se pro ni stávala neudržitelnou.
Vzhledem k naprostému zničení města a vytrvalému bombardování obranných pozic dělostřelectvem se Ukrajinci z města s výjimkou spíše symbolických pozic na jihozápadě poblíž silnice H-32 zřejmě okolo 20. května bez oficiálního potvrzení stáhli. O dva dny později ukrajinský server The Kyiv Independent po ztrátě posledních výškových budov navzdory zřejmě pokračující přítomnosti ukrajinských vojáků na samém okraji města a pokračujícím protiútokům označil Bachmut za fakticky dobytý a připomněl prodlení, s jakým Ukrajina přiznala pád Soledaru. Americký Institut pro studium války (ISW) 23. května informoval o první chybějící zmínce o probíhajících bojích přímo v Bachmutu v každodenním hlášení ukrajinského generálního štábu od prosince 2022, dle ukrajinské armády však obránci stále drželi pozice na jihozápadě Bachmutu a pokračovali v místních protiútocích severně i jižně od města. Dle ISW tak nebylo zřejmé, zda již lze bitvu považovat za skončenou.

### Ukrajinská protiofenzíva
Ukrajinci navzdory ústupu z Bachmutu využívali vyčerpanosti útočících ruských jednotek a dosáhli drobnějších zisků poblíž města. V půlce května bylo hlášeno osvobození 20 km2 severně a jižně od Bachmutu. Situaci Rusům komplikovalo i Prigožinem veřejně oznámené stahování wagnerovců z bojiště, plánované do 1. června.
7. června 2023 mluvčí ukrajinského ministerstva obrany Hanna Maljarová uvedla, že ukrajinské ozbrojené síly severně a jižně od Bachmutu postoupily o 200–1 000 metrů. 24. června prohlásila, že, v rámci širší ukrajinské protiofenzívy na jižní a východní frontě, ukrajinské síly v okolí Bachmutu dosáhly dalšího postupu. 29. června následně ukrajinský generální štáb prohlásil, že "v sektoru Bachmut ukrajinští vojáci převzali strategickou iniciativu a vedou útočné operace na široké frontě". Směry útoků naznačovaly ukrajinskou snahu o obklíčení Bachmutu. Dle Ukrajinců Rusové do oblasti přesunuli některé elitní jednotky.
Na počátku července Ukrajinci dobyli takticky důležité výšiny poblíž obce Kliščijivka jižně od Bachmutu. Mezi 6. a 7. červencem ukrajinská armáda postoupila o další více než kilometr. I v následujících týdnech se dařilo útočícím jednotkám mírně postupovat, ovšem na počátku srpna se Rusům podařilo útoky alespoň dočasně zastavit.
Dalšího postupu jižně od Bachmutu Ukrajinci dosáhli v polovině září. 14. září mluvčí Maljarová informovala o dobytí obce Andrijivka, což popřeli zástupci 3. samostatné útočné brigády, ovšem následující den úspěch potvrdil ukrajinský generální štáb. Během bojů mělo dle ukrajinské strany dojít po obklíčení k likvidaci prakticky celé ruské 72. samostatné mechanizované brigády včetně důstojníků. 17. září byla osvobozena také strategicky významná obec Kliščijivka. Frontová linie se následně navzdory ruským protiútokům ustálila poblíž náspu železniční trati východně od obou obcí.

### Obnovený ruský útok
V průběhu listopadu 2023 opět přebrali iniciativu Rusové, ale jejich útoky zpočátku nevedly k velkým posunům. Více se ruské armádě dařilo severně od Bachmutu, kde vytlačila Ukrajince od Berchivky, na přelomu listopadu a prosince dosáhla lokálních úspěchů i u Kliščivjivky. Do počátku ledna pak Rusové prakticky dobyli vesnici Chromove severozápadně od Bachmutu a zvýšili tlak ve směru na Časiv Jar.

## Ztráty
Intenzita bojů během několikaměsíční bitvy znamenala vysoké ztráty pro obě strany. Vzhledem k opakovanému nasazování lidských vln do útoku proti opevněným pozicím byl každý postup draze vykoupen zejména na ruské straně, kdy v prvním sledu dle Ukrajinců dosahovaly ztráty útočících jednotek wagnerovců až 80 %.
Dle Američanů Rusové na Donbase a zejména v Bachmutu přišli od prosince 2022 do počátku května 2023 zhruba o 20 tisíc padlých, více než během sovětské invaze do Afghánistánu v letech 1979–89. 21. května 2023 americký prezident Joe Biden hovořil o ruských ztrátách u Bachmutu přesahujících 100 tisíc zabitých, zraněných a zajatých. Dle Prigožina jen wagnerovci v bitvě přišli zhruba o 20 tisíc mužů, z toho polovinu tvořili naverbovaní ruští vězňové.
Ukrajinské ztráty činily v době nejtvrdších bojů zhruba 100–200 vojáků denně. Zatímco však na ruské straně umírali převážně špatně vycvičení a nahraditelní trestanci, ukrajinská armáda přicházela v důsledku početní nevýhody i masivní palebné převahy Rusů o zkušené vojáky.
Ztráty civilistů dosáhly na počátku března celkem zhruba 4 tisíc mrtvých.